# Mesoleptus albolineatus
Mesoleptus albolineatus là một loài tò vò trong họ Ichneumonidae.